# Made in Suécia: O Paraíso Pop do ABBA
Made in Suécia: O Paraíso Pop do ABBA é um livro escrito por Daniel Couri que conta a história do grupo sueco ABBA. Foi lançado no Brasil em abril de 2008 pela editora Página Nova.
É notável por ser o primeiro livro em português com a biografia do ABBA.

## Sinopse
Made in Suécia: O Paraíso Pop do ABBA, do jornalista Daniel Couri, apresenta a trajetória do um dos mais famosos grupos pop, desde suas origens na Suécia até o tremendo sucesso que purdura até os dias de hoje.
Os sonhos de quatro pessoas, então dois casais felizes, saudáveis, atraentes, famosos e recém-casados, que passavam a maior parte do tempo juntos, de forma natural acabam reunindo seus talentos. Talvez dessa forma pudessem romper as barreiras da restrita indústria do música pop sueca.
Tudo começou em 1970, mas em poucos anos, no entanto, o obscuro Festfolk se tornaria uma das maiores bandas pop do mundo. Não com esse nome, é claro, mas já batizado do ABBA.
Quando, em 1977, dois shows do grupo estavam marcados no Royal Albert Hall, em Londres (com capacidade para 5500 pessoas), a demanda por ingressos chegou ao invcrival número de trés milhões e quinhentos mil. O sonho tinha se tornado realidade.

## Recepção
Fabian Chacur do site R7 comentou que o livro é "um tributo compatível com o legado de uma das bandas que mais se aproximou do conceito do pop perfeito em sua trajetória".